# Olaszliszka
Olaszliszka är en ort i Ungern.   Den ligger i provinsen Borsod-Abaúj-Zemplén, i den nordöstra delen av landet, 200 km öster om huvudstaden Budapest. Olaszliszka ligger 114 meter över havet och antalet invånare är 1 799.
Terrängen runt Olaszliszka är kuperad åt nordväst, men åt sydost är den platt. Runt Olaszliszka är det ganska tätbefolkat, med 93 invånare per kvadratkilometer. Närmaste större samhälle är Sárospatak, 13,3 km nordost om Olaszliszka. Omgivningarna runt Olaszliszka är en mosaik av jordbruksmark och naturlig växtlighet.